# Марцинковський Ігор Павлович
Марцинко́вський І́гор Па́влович — полковник медичної служби Збройних сил України, учасник російсько-української війни.
Провідний хірург Військово-медичного клінічного центру Центрального регіону (м. Вінниця)

## Нагороди
21 серпня 2014 року — за особисту мужність і героїзм, виявлені у захисті державного суверенітету та територіальної цілісності України, вірність військовій присязі під час російсько-української війни, відзначений — нагороджений орденом Богдана Хмельницького ІІІ ступеня.